# George W. Cate

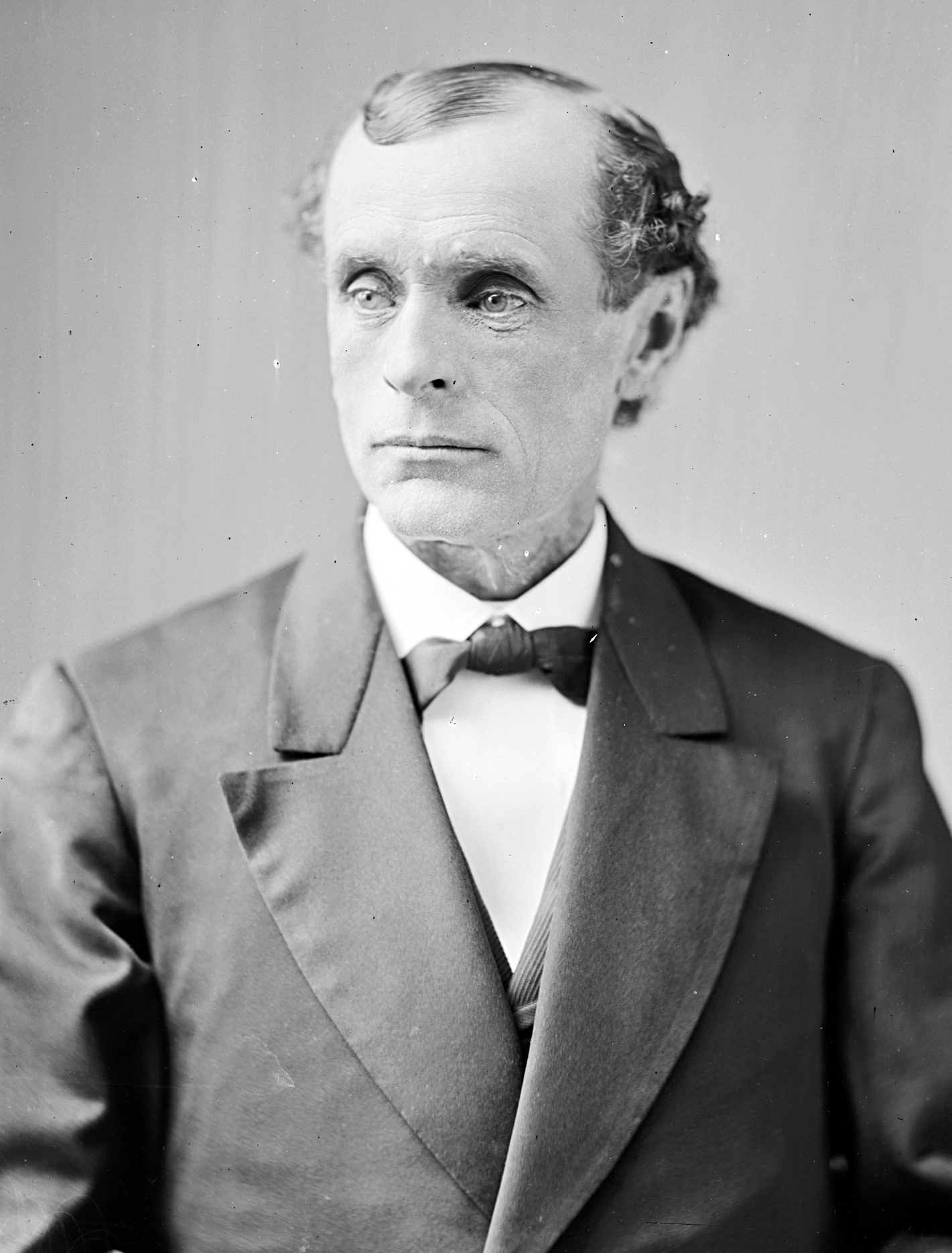
George W. Cate

George Washington Cate (* 17. September 1825 in Montpelier, Vermont; † 7. März 1905 in Stevens Point, Wisconsin) war ein US-amerikanischer Politiker. Zwischen 1875 und 1877 vertrat er den Bundesstaat Wisconsin im US-Repräsentantenhaus.

## Werdegang
George Cate besuchte die öffentlichen Schulen seiner Heimat. Nach einem anschließenden Jurastudium und seiner im Jahr 1845 erfolgten Zulassung als Rechtsanwalt begann er in Plover (Wisconsin) in seinem neuen Beruf zu arbeiten. In seiner neuen Heimat bekleidete er einige lokale Ämter. Im Jahr 1849 wurde er Bezirksstaatsanwalt im Portage County. Gleichzeitig begann er als Mitglied der Demokratischen Partei eine politische Laufbahn. In den Jahren 1852 und 1853 saß Cate als Abgeordneter in der Wisconsin State Assembly. Zwischen 1854 und 1875 war er als Richter in Wisconsin tätig.
Bei den Kongresswahlen des Jahres 1874 wurde Cate im achten Wahlbezirk von Wisconsin in das US-Repräsentantenhaus in Washington, D.C. gewählt, wo er am 4. März 1875 die Nachfolge von Alexander S. McDill antrat. Später wurden einige Unregelmäßigkeiten bei dieser Wahl zu Gunsten von Cate aufgedeckt. Dieser war aber selbst nicht in die Vorgänge verwickelt. Trotzdem entschied ein Gericht, dass er sein Mandat an McDill abtreten müsse. Da dieser aber verstarb, ließ man Cate seine Legislaturperiode bis zum 3. März 1877 beenden. Bei den Wahlen des Jahres 1876 unterlag er dem Republikaner Thaddeus C. Pound.
Nach seinem Ausscheiden aus dem US-Repräsentantenhaus arbeitete George Cate wieder als Anwalt. Er starb am 7. März 1905 in Stevens Point. Ab 1851 war er mit Levara Brown verheiratet, mit der er acht Kinder hatte.